# Rivière Laberge
Pour les articles homonymes, voir Laberge.
La rivière Laberge est un affluent du lac Hébert, coulant au Canada dans :
- le canton Rattray, du district de Timiskaming, au Nord-Est de l'Ontario ;
- les secteurs de Rollet et de Montbeillard, dans la partie nord-ouest de la municipalité régionale de comté (MRC) de Rouyn-Noranda, en Abitibi-Témiscamingue, au Québec.

La foresterie constitue la principale activité économique de ce bassin versant ; les activités récréotouristiques, en second.
Annuellement, la surface de la rivière est généralement gelée de la mi-novembre à la fin avril, néanmoins, la période de circulation sécuritaire sur la glace est habituellement de la mi-décembre au début d’avril.

## Cours
La rivière débute à l’embouchure du lac Icefield (longueur : 1,4 km ; altitude : 290 m) dans le canton Rattray, dans le district de Timiskaming, en Ontario. Ce lac est situé à 1,3 km au sud-est d’une montagne dont le sommet atteint 429 m, et à 0,5 km à l'ouest de la frontière Ontario-Québec. 
À partir de l’embouchure du lac Icefield, la rivière Laberge coule sur 10,6 km, selon les segments suivants :
- 3,5 km vers le sud, puis vers l’est, dans le canton de Rattray, dans le district de Timiskaming, en Ontario, jusqu’à la frontière du Québec ;
- 0,5 km dans le secteur Rollet, de la MRC de Rouyn-Noranda ;
- 2,6 km vers le nord, en traversant le lac Laberge (longueur : 2,6 km ; largeur : 1,9 km ; altitude : 275 m) ;
- 2,1 km vers le nord, jusqu’à la limite sud du secteur Montbeillard dans la MRC de Rouyn-Noranda ;
- 1,9 km vers le nord dans le secteur Montbeillard, jusqu’à son embouchure[1].

L’embouchure de la rivière Laberge se déverse sur la rive sud du lac Hébert. Cette confluence est située à :
- 1,2 m au sud-ouest de la frontière Québec-Ontario ;
- 5,7 km au sud de l’embouchure de la décharge du lac Hébert (confluence avec le lac Buies) ;
- 6,2 km au nord-est de l’embouchure du lac Raven (Ontario) ;
- 30,8 km au nord-ouest de l’embouchure de la rivière Larder (confluence avec la rivière Blanche) ;
- 49,9 km au nord de l’embouchure de la rivière Blanche (confluence avec le lac Témiscamingue).

À partir de l’embouchure de la rivière Laberge, le courant traverse le lac Hébert (longueur : 4,4 km ; largeur : 1,5 km ; altitude : 264 m), puis descend successivement dans la décharge du lac Hébert, le lac Buies, le lac Raven, la rivière Larder, la rivière Blanche et le lac Témiscamingue lequel est traversé par la rivière des Outaouais qui le plus important affluent de la rive nord du fleuve Saint-Laurent.

## Toponymie
Le mot Laberge constitue un patronyme de famille d’origine française. 
Le toponyme rivière Laberge a été officialisé le 5 décembre 1968 par la Commission de toponymie du Québec, soit lors de la création de cette commission.